# Monique Baudot
Pour les articles homonymes, voir Baudot.
Monique Marie Eugénie Baudot, devenue princesse Vĩnh Thụy (SAI, Son Altesse impériale) née le 30 avril 1946 à Pont-à-Mousson et morte le 27 septembre 2021 à Paris, est la dernière épouse de Bảo Đại, dernier empereur d'Annam. Après la mort de son époux, elle prend le titre d'impératrice Thái Phương. Les Vietnamiens, entre eux, l'appelaient tout simplement « Madame Monique ». 

## Biographie
Originaire de Lorraine, son père était clerc de notaire. La famille a quitté la région pour partir dans l’Indre à Issoudun. Elle rencontre l'empereur Bảo Đại en 1969, alors qu'elle est chargée du service de presse à l'ambassade de la République démocratique du Congo à Paris. Pendant plusieurs années, elle a le statut, auprès de Bao-Daï, de « concubine impériale ». Le mariage civil est célébré, le 19 janvier 1982 en la mairie du 16e arrondissement de Paris. Chrétienne convaincue, la princesse Vinh Thuy obtiendra que son mari reçoive le baptême catholique, en 1988, sous le prénom de « Jean-Robert ». Il meurt en 1997. Pendant plusieurs années, la princesse avait organisé une messe aux intentions de son époux défunt, en la cathédrale Saint-Louis des Invalides. 
Elle meurt en septembre 2021. Les funérailles sont célébrées le 14 octobre en la chapelle Sainte-Bernadette (paroisse Notre-Dame-d'Auteuil). La princesse Vinh Thuy est inhumée aux côtés de Bảo Đại au cimetière de Passy.
Le couple n'a pas eu d'enfants. L'ancien empereur avait légué ses biens à son épouse, dont son sceau impérial, mis en vente aux enchères en octobre 2022.